# 8 простых правил
«8 простых правил» (англ. 8 Simple Rules), в первом сезоне — «8 простых правил для друга моей дочери-подростка» (англ. 8 Simple Rules for Dating My Teenage Daughter) — американский телесериал, премьера которого состоялась на канале АВС с сентября 2002 по апрель 2005 года. По мотивам одноимённой юмористической книги колумниста Брюса Кэмерона.

## Сюжет
Сериал рассказывает о семейной паре, живущей с тремя своими детьми в пригороде Детройта, штат Мичиган. Глава семейства, Пол Хеннесси (играет Джон Риттер), работает спортивным обозревателем, но однажды его жена Кейт (играет Кэти Сагал) обращает внимание мужа на то, что их дети растут, и им нужно больше внимания. С тех пор Пол забросил свои спортивные статьи, и теперь пишет о том, с какими трудностями ему приходится сталкиваться в воспитании подростков: дочерей Бриджет (играет Кейли Куоко), Керри (играет Эми Дэвидсон) и сына Рори (играет Мартин Спэнджерс).
Поскольку его дочери регулярно ходят на свидания, это заставило Пола сформулировать 8 простых правил для друга моей дочери-подростка:
1. Распустишь руки — лишишься их.
2. Заставишь её плакать — я заставлю плакать тебя.
3. Безопасный секс — выдумка. Что бы ты ни попробовал — это будет опасно для твоего здоровья.
4. Вернётесь домой поздно — следующего свидания не будет.
5. Если ты подъехал к моему дому и сигналишь, ты приехал отдать посылку, потому что ты ничего отсюда не увезешь.
6. Не жалуйся, что тебе приходится её ждать. Если тебе скучно — поменяй пока масло в моей машине.
7. Если твои штаны висят ниже бёдер, я с удовольствием закреплю тебе их степлером.
8. Свидания разрешены только в людных местах. Хочешь романтики — почитай книжку.

Таким образом, первый и второй сезоны сериала посвящены, в основном, проблемам воспитания детей-подростков. В третьем сезоне сюжетная линия несколько меняется: основной акцент повествования перемещается на ранее эпизодических кузена Си Джея и дедушку Джима. Впрочем, далее основное повествование опять акцентируется на семье Хеннесси.

## Персонажи
Пол Хеннесси (Paul Hennessy) — муж Кейт, отец Бриджет, Керри и Рори. Бывший спортивный обозреватель, ныне — колумнист местной газеты. Любит своих детей, но часто ставит их в неловкое положение своей чрезмерной заботой. Во втором сезоне Пол умирает от приступа, когда делает покупки в магазине (причиной введения этой сюжетной линии стала смерть актёра Джона Риттера).
Кейт Хеннесси (Cate S. Hennessy) — жена (позже — вдова) Пола, мать Бриджет, Керри и Рори. Медсестра. После смерти мужа переходит на работу в школу, чтобы больше времени проводить с детьми. В третьем сезоне встречается с директором школы Эдом Гиббом.
Бриджет Эрин Хеннесси (Bridget Erin Hennessy) — старшая дочь Пола и Кейт. Красивая и популярная, но недалёкая блондинка, озабоченная своей внешностью и отношениями с мальчиками.
Керри Мишель Хеннесси (Kerry Michelle Hennessy) — младшая дочь Пола и Кейт, средний ребёнок в семье. Не такая яркая и популярная как старшая сестра, но гораздо более интеллектуальная.
Рори Джозеф Хеннесси (Rory Joseph Hennessy) — сын Пола и Кейт, младший ребёнок в семье. Любит поиздеваться на старшими сёстрами и регулярно докладывает родителям обо всех их секретах. Очень переживает из-за смерти отца, с которым он был особенно близок. Перейдя в старшие классы, постепенно становится более зрелым и ответственным.
Джим Иган (Jim Egan) — отец Кейт. Участник войны в Корее. Переезжает к дочери после развода с женой.
Си Джей Барнс (C.J. Barnes) — племянник Кейт и Пола. Легкомысленный и несерьёзный. Пытаясь начать, наконец, взрослую жизнь, устраивается преподавателем в школу.
Кайл Андерсон (Kyle Anderson) — сын Томми, коллеги Пола. Встречался с Бриджет, затем — с Керри.
Томми Андерсон (Tommy Anderson) — сотрудник газеты, коллега Пола. Отец Кайла.
Эд Гибб (Ed Gibb) — директор школы. В третьем сезоне встречается с Кейт.

## Актёры
| Актёр             | Персонаж         | Серии |
| ----------------- | ---------------- | ----- |
| Кэти Сагал        | Кейт Хеннесси    | 76    |
| Кейли Куоко       | Бриджет Хеннесси | 76    |
| Эми Дэвидсон      | Керри Хеннесси   | 76    |
| Мартин Спэнджерс  | Рори Хеннесси    | 76    |
| Джеймс Гарнер     | Джим Иган        | 45    |
| Дэвид Спейд       | Си Джей Барнс    | 39    |
| Джон Риттер       | Пол Хеннесси     | 31    |
| Билли Аарон Браун | Кайл Андерсон    | 31    |
| Ларри Миллер      | Томми Андерсон   | 12    |
| Адам Аркин        | Эд Гибб          | 12    |

## Эпизоды
Сериал состоит из трёх сезонов: 28+24+24 эпизода.
- Первый сезон начался 17 сентября 2002 и закончился 20 мая 2003 года.
- Второй сезон начался 23 сентября 2003 и закончился 18 мая 2004 года.
- Третий сезон начался 24 сентября 2004 и закончился 15 апреля 2005 года.

Подробнее — Список эпизодов сериала «8 простых правил» (англ.) и на IMDB (англ.)